# Elkin Calle
Elkin Darío Calle Grajales (Medellín, Colombia em 26 de maio de 1980), é um futebolista colombiano. Joga como lateral-direito e sua equipe atual é o Atlético Nacional da séria A da Colômbia.

## Carreira
O lateral-direito colombiano foi revelado pelo América de Cali, após boas atuações, com 22 anos foi vendido para o Hertha Berlim, mas não teve muitas chances, no ano seguinte foi emprestado ao Racing, teve uma mediana passagem com 17 atuações e 1 gol marcado. Em 2009 foi cedido pelo Hertha Berlim ao Once Caldas aonde conseguiu ate hoje se firmar novamente como titular. Foi convocado por quatro vezes para a Seleção colombiana de futebol.

## Estatísticas
Até 10 de abril de 2012.

### Clubes
| Clube             | Temporada         | Campeonato nacional | Campeonato nacional | Copa nacional[a] | Copa nacional[a] | Competições continentais[b] | Competições continentais[b] | Outros torneios[c] | Outros torneios[c] | Total | Total |
| Clube             | Temporada         | Jogos               | Gols                | Jogos            | Gols             | Jogos                       | Gols                        | Jogos              | Gols               | Jogos | Gols  |
| ----------------- | ----------------- | ------------------- | ------------------- | ---------------- | ---------------- | --------------------------- | --------------------------- | ------------------ | ------------------ | ----- | ----- |
| Atlético Nacional | 2012              | 8                   | 0                   | 1                | 0                | 3                           | 0                           | 0                  | 0                  | 12    | 0     |
| Atlético Nacional | Total             | 8                   | 0                   | 1                | 0                | 3                           | 0                           | 0                  | 0                  | 12    | 0     |
| Total na carreira | Total na carreira | 8                   | 0                   | 1                | 0                | 3                           | 0                           | 0                  | 0                  | 12    | 0     |

- a. ^ Jogos da Copa Colômbia
- b. ^ Jogos da Copa Libertadores
- c. ^ Jogos do Jogo amistoso

## Títulos
Atlético Nacional
- Campeonato Colombiano: 1999
- Copa Merconorte: 2000

Deportivo Cali
- Copa Colômbia: 2010